# Kim Sun-young
Kim Sun-young (김선영?, 金善映?, Gim Seon-yeongLR, Kim SŏnyŏngMR; 10 aprile 1976) è un'attrice sudcoreana.
Ha iniziato a recitare all'università, esordendo come attrice teatrale nel 1995. Ha fatto parte della Little Mythical Troupe dal 1999 al 2005, anno in cui è apparsa nel suo primo film, Jambokgeunmu. Il debutto televisivo è avvenuto invece nel 2014 con un ruolo minore nella serie Hotel King. Si è fatta notare poco dopo con la pellicola Gukjesijang.

## Filmografia

### Cinema
- Jambokgeunmu (잠복근무?), regia di Park Kwang-chun (2005)
- Ice Cake (아이스케키?), regia di Yeo In-gwang (2006)
- Wiheomhan sanggyeollye (위험한 상견례?), regia di Kim Jin-young (2011)
- Eumchi clinic (음치클리닉?), regia di Kim Jin-young (2012)
- Tto hana-ui yaksok (또 하나의 약속?), regia di Kim Tae-yun (2014)
- Monster (몬스터?), regia di Hwang In-ho (2014)
- Gukjesijang (국제시장?), regia di Yoon Je-kyoon (2014)
- Seobujeonseon (서부전선?), regia di Cheon Sung-il (2015)
- Missing: Sarajin yeoja (미씽: 사라진 여자?), regia di Lee Eon-hee (2016)
- One Line (원라인?), regia di Yang Kyung-mo (2017)
- Sotonggwa geojinmal (소통과 거짓말?), regia di Lee Seung-won (2017)
- Happy Bus Day (해피뻐스데이?), regia di Lee Seung-won (2017)
- Dangsin-ui butak (당신의 부탁?), regia di Lee Dong-eun (2017)
- Herstory (허스토리?), regia di Min Kyu-dong (2018)
- Miss Baek (미쓰백?), regia di Lee Ji-won (2018)
- Malmo-i (말모이?), regia di Eom Yu-na (2019)
- Eojjeoda, gyeolhon (어쩌다, 결혼?), regia di Park Ho-chan e Park Soo-jin (2019)
- Baesim-wondeul (배심원들?), regia di Hong Seung-wan (2019)
- Naega jukdeon nal (내가 죽던 날?), regia di Park Ji-wan (2020)
- Gyeo-ul bam-e (겨울밤에?), regia di Jang Woo-jin (2020)
- Sejamae (세자매?), regia di Lee Seung-won (2021)
- Gan Hojung (간호중?), regia di Min Kyu-dong (2021)
- Le buone stelle - Broker (브로커?), regia di Hirokazu Kore'eda (2022)
- Insaeng-eun areumda-wo (인생은 아름다워?), regia di Choi Guk-hee (2022)
- Bigwang (비광?), regia di Lee Ji-won (2022)
- Ritorno a Seoul (Retour à Séoul), regia di Davy Chou (2022)
- Dream Palace (드림팰리스?), regia di Ga Sung-mun (2023)
- Concrete Utopia (콘크리트 유토피아?), regia di Um Tae-hwa (2023)
- 30il (30일?), regia di Nam Dae-jung (2023)
- Exhuma - La tomba del diavolo (파묘?), regia di Jang Jae-hyun (2024)
- Hijacking (하이재킹?), regia di Kim Seong-han (2024)

### Televisione
- Hotel King (호텔킹?) – serie TV (2014)
- Kkothalbae susadae (꽃할배 수사대?) – serie TV (2014)
- Samchongsa (삼총사?) – serie TV (2014)
- Binnageona michigeona (빛나거나 미치거나?) – serie TV (2015)
- Eungdaphara 1988 (응답하라 1988?) – serie TV (2015-2016)
- Geurae, geureon-geo-ya (그래, 그런거야?) – serie TV (2016)
- Uk-ssi Nam Jeong-gi (욱씨남정기?) – serie TV (2016)
- Wanted (원티드?) – serie TV (2016)
- Wolgyesu yangbokjeom sinsadeul (월계수 양복점 신사들?) – serie TV (2016-2017)
- Shopping wang Louie (쇼핑왕 루이?) – serie TV (2016)
- Abeonim jega mosilge-yo (아버님 제가 모실게요?) – serie TV (2016-2017)
- Pureun bada-ui jeonseol (푸른 바다의 전설?) – serie TV (2016-2017)
- Pasukkun (파수꾼?) – serie TV (2017)
- Byeong-wonseon (병원선?) – serie TV (2017)
- Lingerie sonyeosidae (란제리 소녀시대?) – serie TV (2017)
- Ibeon saeng-eun cheo-eum-ira (이번 생은 처음이라?) – serie TV (2017)
- Aeganjang (애간장?) – serie TV (2018)
- Prison Playbook (슬기로운 감빵생활?) – serie TV (2017-2018)
- Eun-ju-ui bang (은주의 방?) – serie TV (2018-2019)
- Tempo Girls (땐뽀걸즈?) – serie TV (2018)
- Romance Is a Bonus Book (로맨스는 별책부록?) – serie TV (2019)
- Geunyeo-ui sasaenghwal (그녀의 사생활?) – serie TV (2019)
- Yeor-yeodeolb-ui sun-gan (열여덟의 순간?) – serie TV (2019)
- When the Camellia Blooms (동백꽃 필 무렵?) – serie TV (2019)
- Vagabond (배가본드?) – serie TV (2019)
- Crash Landing on You (사랑의 불시착?) – serie TV (2019-2020)
- Hospital Playlist (슬기로운 의사생활?) – serie TV (2020)
- Kkondae Intern (꼰대인턴?) – serie TV (2020)
- Pyeon-uijeom Saetbyeor-i (편의점 샛별이?) – serie TV (2020)
- O! Samgwang Villa! (오! 삼광빌라!?) – serie TV (2020-2021)
- The Silent Sea (고요의 바다?) – serie TV (2021)
- Corso accelerato sull'amore (일타 스캔들?) – serie TV (2023)
- Queenmaker (퀸메이커?) – serie TV (2023)
- Doona! (이두나!?) – serie TV (2023)
- Kkeunnaejuneun hagyeolsa (끝내주는 해결사?) – serie TV (2024)
- Nessun guadagno niente amore (손해 보기 싫어서?) – serie TV (2024)
- A Virtuous Business (정숙한 세일즈?) – serie TV (2024)
- The Trauma Code - Il turno degli eroi (중증외상센터?, Jungjeung oesang senteoLR) – serie TV (2025)

## Riconoscimenti
- APAN Star Award
  - 2021 – Miglior attrice di supporto per Crash Landing on You e Pyeon-uijeom Saetbyeor-i[5]
- Asian Film Festival
  - 2023 – Miglior attrice per Dream Palace[6]
- Baeksang Arts Award
  - 2020 – Miglior attrice televisiva di supporto per Crash Landing on You[7]
  - 2021 – Miglior attrice cinematografica di supporto per Sejamae[8]
- Blue Dragon Film Award
  - 2021 – Miglior attrice di supporto per Sejamae[9]
- Buil Film Award
  - 2018 – Miglior attrice di supporto per Herstory[10]
  - 2021 – Miglior attrice di supporto per Sejamae[11]
- Busan Film Critics Award
  - 2021 – Miglior attrice per Sejamae[12]
- Director's Cut Awards
  - 2024 – Miglior attrice per Concrete Utopia[13]